# Jan Van Cauwelaert
Pour les articles homonymes, voir Van Cauwelaert.
Jan Van Cauwelaert, né le 12 avril 1914 à Anvers et mort à Jette le 18 août 2016, est un évêque catholique belge, vicaire apostolique puis évêque d’Inongo en République démocratique du Congo, anciennement Congo belge.

## Biographie

### Jeunesse et presbytérat
Sixième enfant du démocrate-chrétien flamand Frans Van Cauwelaert, il est né à Anvers, en Belgique, le 12 avril 1914. Le 6 août 1939, il est ordonné prêtre pour les scheutistes, autrement dit pour la congrégation du Cœur Immaculé de Marie (C.I.C.M).
Dès 1940, il part pour le Congo belge comme missionnaire.

### Évêque au Congo
Le 6 janvier 1954, il est nommé vicaire apostolique d’Inongo au Congo belge par Pie XII et reçoit le titre d’évêque titulaire de Métropolis-en-Asie (de). C’est le 25 mars 1954 qu’il est consacré par Joseph-Ernest Van Roey, archevêque de Malines. Le 10 novembre 1959, le vicariat apostolique est élevé au rang de diocèse et Jan Van Cauwelaert devint alors le premier évêque d’Inongo. Favorable à la participation des laïcs à la vie de l’Église, tenant de l’inculturation, il utilisa tôt le lingala dans son ministère. C’est l’un des participants au concile Vatican II. Il se retira le 12 juin 1967 au profit d’un évêque congolais, Léon Lesambo Ndamwize (de).

### Retraite
On lui octroya alors le titre d’évêque titulaire du Uccula (it), qu’il conserva jusqu’au 12 octobre 1976. Il a été consulteur de la Congrégation pour l’évangélisation des peuples et recteur du collège des scheutistes, à Rome. Il fut aussi président du Comité des Instituts missionnaires et vice-président de la branche flamande du mouvement Pax Christi.
Le 12 avril 2014, il a fêté son centenaire à Anvers en présence notamment du cardinal Laurent Monsengwo et de Sabine de Bethune.
À cette occasion, un hommage est publié en néerlandais et en français : La mission aujourd'hui. Melanges pour le centième anniversaire de Mgr Jan Van Cauwelaert.
Il meurt à l’hôpital universitaire de Jette dans la région de Bruxelles le 18 août 2016 à l’âge de 102 ans. À sa mort, parmi tous les évêques catholiques vivants, aucun n’est devenu évêque avant lui et deux ont été ordonnés prêtre avant lui : Peter Leo Gerety et Albert Malbois. C’est aussi le second plus vieil évêque (catholique) au monde, derrière Peter Leo Gerety.